# Podrace
Een Podrace is een fictieve race uit de Star Warsfilm Star Wars: Episode I: The Phantom Menace.

## Races
Tijdens podraces wordt geracet tussen verschillende wezens in erg snelle voertuigen (podracers). De races hebben geen regels en zijn illegaal.

## Podracers
Podracers zijn kleine, zwevende sleetjes met twee straalmotoren aan de voorkant die met kabels aan de podracer bevestigd zijn. Podracers kunnen snelheden van meer dan 900 kilometer per uur bereiken. De bekendste podracers zijn die van Anakin Skywalker en Sebulba.

## Games
De spellen Star Wars: Episode I: Racer en Star Wars: Racer Revenge zijn uitgekomen in dit genre.

## Rol in de film
Anakin Skywalker is een slaaf op de planeet Tatooine. door mee te doen dan de Boonta Eve Classic kan hij zijn vrijheid winnen en een opleiding als Jedi volgen bij Obi-Wan Kenobi